# Dejan Budimirović
Dejan Budimirović lekar je dečije neuropsihijatrije srpskog porekla, koji živi i radi u Sjedinjenim Američkim Državama, kao medicinski direktor енгл. Fragile X Clinic i glavni lekar u  nedavno osnovanom „Kenedi Kriger” institututu u Centru za kliničko ispitivanje novih lekova (енгл. Clinical Research Center, Kennedy Krieger Institute) i redovni asistent-profesor na Medicinskom fakultetu Univerziteta Džons Hopkins u Baltimoru, država Merilend. 
Dejan Budimirović je za svoj rad kao priznati član američke licencne Komore za psihijatriju i neurologiju preko 1½ decenije više puta nagrađivan od strane nadređenih profesora i kolega za iskazane profesionalne, terapeutske i kliničke sposobnosti.

## Život i karijera
Dejan Budimirović, rođen je u Srbiji, u kojoj je u Šapcu prvo stekao diplomu škole za medicinske tehničare. Na Medicinskom fakultetu Univerziteta u Beogradu, stekao je diplomu lekara i počasno zvanje najboljeg studenta u svojoj generaciji (klasa 1987). 
Medicinsko i specijalističko obrazovanje iz oblasti neuropsihijatrije Dejan Budimirović stekao je, proširio i usavršio na Harvardu i privatnom Njujoškom univerzitetu. Nakon obaveznog pripravničkog staža, opredelio za usavršavanje iz oblasti neuronauke, koja se u tom periodu veoma brzo razvijala, na Univerzitetskom kliničkom centru, Katedra za psihijatriju. Tokom dvogodišnje specijalizacije, iz ključnih oblasti opšte psihijatrije, u ovom centru, Budimirović je stekao izuzetno bogato kliničko iskustvo, koje je upotpunio i završetkom poslediplomskih studija iz oblasti biološke psihijatrije.
Dejan Budimirović se sa porodicom preselio u SAD, 1994. godine, gde je odmah prihvaćen na Katedri za opštu psihijatriju Medicinskog fakulteta na Harvardu. Nakon iskazanih rezultata upućen je na subspecijalizaciju na Katedri za dečju i adolescentne psihijatriju Medicinskog fakulteta Univerziteta u Njujorku. Praksa u ovim ustanovama omogućila je dr Budimiroviću da proširi svoje iskustvo i znanje u oblasti kliničkoj psihijatriji, i lično ga stimulisala za istraživačke aktivnosti u zajedničkim projektima.
Nakon subspecijalizacije, za postignute rezultate, dr Budimiroviću je dodeljena plaketa za izvanredne terapeutske sposobnosti i profesionalnost u radu sa pacijentima, Centra za studije dece i poznate Gradske bolnice „Belvi” i bolnice „Lenok Hil”. Ovo priznanje za Budimirovića je bilo tim veće jer se ne dodeljuje svake godine, i potiče od nastavnog osoblja i kolega. 
Uspešan rad u struci, dr Budimirovića je „krunisao” prvim akademskim imenovanjem na Univerzitetu Jejl, gde je postavljen za asistenta profesora. Tokom četvorogodišnjeg mandata na Jejlu, kao specijalista psihijatar, Budimirović je uspešno lečio nekoliko stotina bolesnika, prvenstveno omladine, ali i bolesnike iz opšte i gerijatrijske psihijatrije. 
Zahvaljujući velikom zalaganju u struci dr Budimirović se u kratkom vremenu izborio za dužnost glavnog istraživača na jednom projektu iz oblasti poremećaja raspoloženja, koji je finansirala jedna uticajna privatna fondacija. 
Kako je pokazao i dobre liderske veštine, izabran je i za jednog od direktora odeljenja za adolescentnu psihijatriju u Univerzitetskoj bolnici na Jejlu. 
Nakon izvesnog vremena, koje je proveo u radu na Dečjem odeljenju Univerzitetske bolnice, Univerziteta „Stoni Brook”, dr Budimirović je upotpunio kliničko iskustvo i lečenjem dečije populacije.
Novembra meseca 2004, dr Budimirović imenovan je za  profesora-asistenta na Univerzitetu Džons Hopkins, specijalistu dečje i adolescentne psihijatrije i jednog od direktora u „Kenedi Kriger” institutu, gde i danas radi. U okviru nastavničke aktivnosti, predaje studentima na Džons Hopkins Univerzitetu i studentima medicine i specijalizantima u Homevood kampusu.  Takođe je, mentor i gostujući naučnik na zajedničkim projektima u Austriji.

### Članstvo u medicinskim udruženjima i organizacijama
Dr Budimirović je član:
- Američkog Odbora za psihijatriju i neurologiju odraslih, dece i adolescenata
- Američke akademije za dečju i adolescentnu psihijatriju,
- Američke psihijatrijske asocijacije
- Američkog medicinskog udruženja.

Kao medicinski direktor Fragile X klinike, dr Budimirović je,  član FXS konzorcijuma, koji ima za cilj da unapredi ranu dijagnostiku i lečenje i primenu rezultate istraživanja povezana sa fragilnim X-hromozomom..

## Delo
Od dolaska, na svetski poznati, Institut „Kenedi Kriger” dr Budimirović je u oblasti razvojnih
poremećaja, uključujući i autizam, dao značajan doprinos proširenju kliničkih aktivnosti na Klinici za fragilni (krhki) X-gen (za osobe sa „nestabilnim” dugim krakom na X-hromozomu).
Tokom 2006, Klinika za fragilni (krhki) X-gen, jednim delom zahvaljujući i Budimiroviću, postala jedna od članica i osnivača Istraživačkog konzorcijuma za pručavanje fragilnog X-gena’’, koji sada broji 26 članova u SAD i Kanadi. Klinika je izabrana kao jedna od dve lokacije za klinička ispitivanja za koja je dr Budimirović glavni saradnik-istraživač.
Počev od 2008. u Centaru za kontrolu i prevenciju bolesti, Vlade SAD finansira neke od istraživačkih aktivnosti, ovog Konzorcijuma, u kome učestvuje i Budimirović, u cilju boljeg razumevanja osoba sa nestabilnim dugim krakom na X-hromozomu, koje često pate od mentalnih poremećaja i autizma.
Tokom poslednjih šest do sedam godina, dr Budimirović je sastavni deo tima u  Centru za genetske poremećaja spoznaje i ponašanja (енгл. Center for Genetic Disorders of Cognition & Behavior - Fragile X Research, Fragile X Research Program) na Institutu Kenedi Kriger. 
Nakon brojnih istraživanja dr Budimirović je d0obijene rezultate objavio nekoliko radova u časopisima. Jedan od njegovih radova je izvorni rad sa pokazateljima društvenih deficita u pojedinaca sa Martin-Bel sindromom i autizom (Spektar poremećaja (ASD) (2006). Ovaj originalni i rada bio je osnova za objavljivanje nekoliko publikacije podnetih naučno-istraživačkih projekata agencijama za finansiranje daljih istraživanja. 
Daljom primenom i usavršavanjem raznih naprednih metoda, dr Budimirović i danas nastavlja započetu istraživačku djelatnost i daje nove doprinose u ovom području neuronauke. Trenutno je uključen u rad na nekoliko aktuelnih istraživačkih studija, a kao nosilac projekta i glavni istraživač neposredno je uključen u tri projekta: 
- Fragile X Clinical and Research Cooperative Consortium Registry and Repository (JHH IRB NA_00028362) - Ovaj projekat ima za cilj istraživanja u oblasti krhkog (fregilnog) X-hromozoma.
- Fragile X Clinic Pharmacological Database (JHH IRB N_00069920) - Ovaj projekat ima za cilj osnivawe farmakološko-kliničke baze podataka u Zavodu za FXS, a sve u svrhu budućih istraživanja.
- Early Signs of Fragile X Syndrome (JHH IRB N_00072204) — Ovaj projekat ima za cilj rano otkrivanje raznih znakova i simptoma Martin-Bel sindroma (FXS) u cilju lakše i raniji geneske dijagnostike FXS.

## Bibliografija
- Budimirovic, D.B., & Kaufmann, W.E. (2011). What Can We Learn About Autism from Studying Fragile X Syndrome? Developmental Neuroscience, 33 (5), 379-394.
- Kaufmann, W.E., Capone, G., Clarke, M., & Budimirovic, D.B. (2008). Autism in Genetic Intellectual Disability: Insights into Idiopathic Autism. In Zimmerman, A.W. (Ed.), Autism: Current Theories and Evidence (81-108). Totowa, NJ: The Humana Press Inc.
- Coffee, B., Ikeda, M., Budimirovic, D.B., Hjelm, L.N., Kaufmann, W.E., & Warren, S.T. (2008). „Mosaic FMR1 Deletion Causes Fragile X Syndrome and Can Lead to Molecular Misdiagnosis: A Case Report and Review of the Literature.”. American Journal of Medical Genetics Part A. 146A: 1358—1367..
- Budimirovic, D.B., Bukelis, I., Cox, C., Gray, R., Tierney, E., & Kaufmann, W.E. (2006). „Autism Spectrum Disorder in Fragile X Syndrome: Differential Contribution of Adaptive Socialization and Social Withdrawal.”. American Journal of Medical Genetics. 140A (17): 1814—1826. PMID 16906564..
- Budimirovic, D.B., & Kaufmann, W.E. (2008, October). Social Withdrawal in Fragile X Syndrome: Characterization by Factor Analysis. Poster presented at the American Academy of Child & Adolescent Psychiatry's 55th Annual Meeting, Chicago, IL.
- Budimirovic, D.B., & Kaufmann, W.E. (2010, March). Sequential Factor and Cluster Analyzes Support Co-morbid Autism Spectrum Disorder plus Social Anxiety Phenotype in Fragile X Syndrome. Poster presented at the Anxiety Disorders Association of America Annual Meeting, Baltimore, MD.
- Hernandez, N., Keen, L., Budimirovic, D.B., & Kaufmann, W.E. (2010, July). Structural Neuroimaging Correlates of Autism and Social Anxiety in Boys with Fragile X Syndrome. A Poster presentation at the 12th International FXS Conference, Detroit, MI.

## Spoljašnje veze
- Autizam neistraženo polje izazova